# Sidney Lanier
Sidney Lanier (Macon, 3 febbraio 1842 – Lynn, 7 settembre 1881) è stato un poeta e musicista statunitense.

## Biografia

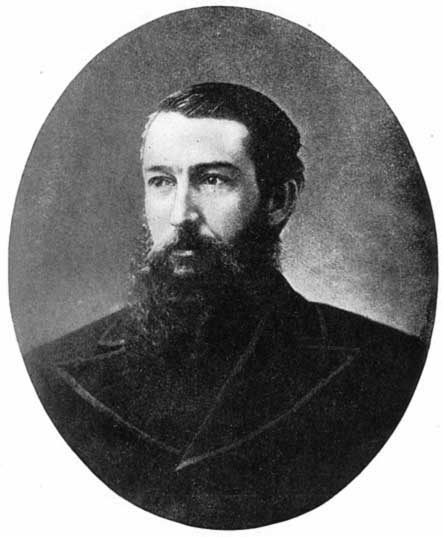
Sidney Lanier

Nacque da Robert Sampson Lanier e Mary Jane Anderson, i quali avevano antenati francesi e inglesi. 
Studiò all'Oglethorpe University di Atlanta e combatté nella guerra di secessione a fianco dei Confederati. 
Dopo la guerra si trasferì in Alabama e scrisse il suo unico romanzo, Tiger Lilies (1867), un'opera autobiografica ambientata ai tempi della guerra di secessione americana.
Visse per un po' di tempo anche in Texas.
Nel suo trattato intitolato The Science of English Verse (1880), approfondì le caratteristiche ideali del verso, tra le quali non sono importanti tanto gli accenti e le sillabe, quanto la durata nel tempo.
I suoi versi si distinsero per la sensibilità melodica, agevolata dalla competenza musicale di Lanier, per il grande amore della natura, fonte di ispirazione.
Le sue opere, in gran parte postume, si avvicinarono al movimento romantico.
Si occupò anche di critica letteraria negli scritti Shakespeare and his Forerunners (Shakespeare e i suoi predecessori, 1902) e The English Novel (Il romanzo inglese, 1883), dedicato a George Eliot.

## Opere principali
- 1867 Tiger Lilies (romanzo);
- 1875 Corn;
- 1877 The Song of the Chattahoochee (poesie);
- 1879 The Marshes of Glynn;
- 1880 Science of English Verse;
- 1880 Sunrise;
- 1883 The English Novel;
- 1889 Letters of Sidney Lanier 1866–1881 (lettere);
- 1902 Shakspere [sic] and his Forerunners.